# Kálgusuolluš (ö i Finland)
Kálgusuolluš är en ö i Finland. Den ligger i sjön Enare träsk och i kommunen Enare i den ekonomiska regionen Norra Lappland och landskapet Lappland, i den norra delen av landet, 1 000 km norr om huvudstaden Helsingfors. Öns största längd är 20 meter i nord-sydlig riktning.

## Klimat
Trakten ingår i den boreala klimatzonen. Årsmedeltemperaturen i trakten är −4 °C. Den varmaste månaden är augusti, då medeltemperaturen är 10 °C, och den kallaste är februari, med −15 °C.